# Вулиця Героїв АТО (Кривий Ріг)
Вулиця Героїв АТО — вулиця у Металургійному та Довгинцівському районах міста Кривого Рогу.
Вулиця розташована в історичній місцевості Соцмісто, фактично в адміністративному центрі міста поруч з будівлею міської ради, пролягає паралельно проспекту Гагаріна та вулиці Віталія Матусевича.
Бере початок від вулиці Святогеоргіївської (Георгіївська дзвіниця), закінчується роздоріжжям, лівий край якого перетинається з вулицею Леоніда Бородича, правий — з площею Домнобудівників (розм. — кільце Соборності, застаріла назва — кільце Косіора).

## Історичні відомості
Забудову вулиці було розпочато в кінці 1940-х років.
До 2016 року вулиця була названа на честь Георгія Димитрова і мала назву «вул. Димитрова»
В рамках процесу декомунізації в Україні та відповідно до розпорядження голови Дніпропетровської обласної державної адміністрації від 19.05.16 № Р-223/0/3-16 «Про перейменування топонімів у населених пунктах області» вулицю було перейменовано на честь військовослужбовців, що загинули під час виконання військового обовʼязку по захисту державного суверенітету та територіальної цілісності України.

## Об'єкти

### Навчальні заклади
- Криворізька педагогічна гімназія
- Криворізька міська художня школа № 1 ім. Олександра Васякіна
- спеціалізована школа Ⅰ‑Ⅲ ступенів № 4 з поглибленим вивченням іноземних мов
- загальноосвітня школа Ⅰ‑Ⅲ ступенів № 7 з поглибленим вивченням біології
- загальноосвітня школа Ⅰ‑Ⅲ ступенів № 75

### Інше
- Комунальний позашкільний навчальний заклад «Станція юних техніків Довгинцівського району»

## Пам'ятники та пам'ятні знаки

Пам'ятник воїнам-інтернаціоналістам

- Пам'ятник Маргелову Василю Пилиповичу
- Меморіальні дошки:
  - на честь Матусевича Віталія Олеговича, який загинув під час війни на сході України
  - на честь Ватраля Богдана Сергійовича, який загинув під час виконання військового обов'язку

- На розі вулиці Героїв АТО та проспекту Миру встановлено Стелу Героїв
- Пам’ятні знаки:
  - загиблим воїнам-афганцям
  - воїнам-прикордонникам Криворіжжя

## Перехресні вулиці
- проспект Металургів
- вулиця Степана Бандери
- вулиця Олександра Васякіна
- вулиця Петра Дорошенка

## Прилеглі вулиці
- проспект Миру
- вулиця Джохара Дудаєва
- вулиця Вахи Арсанова
- вулиця Валентини Явір
- вулиця Леоніда Бородича